# Jonas Vileišis
Jonas Vileišis (3 de janeiro de 1872 – 1 de junho de 1942) foi um advogado, político e diplomata lituano.

## Distinções
- Ordem de Vytautas o Grande 2.º grau, 8 de setembro de 1934.
- Membro honorário da sociedade de Advogados Lituanos.